# العلاقات التنزانية الكمبودية
العلاقات التنزانية الكمبودية هي العلاقات الثنائية التي تجمع بين تنزانيا وكمبوديا.

## مقارنة بين البلدين
هذه مقارنة عامة ومرجعية للدولتين:
| وجه المقارنة                                              | تنزانيا                        | كمبوديا                   |
| --------------------------------------------------------- | ------------------------------ | ------------------------- |
| المساحة (كم2)                                             | 947.30 ألف                     | 181.03 ألف                |
| عدد السكان (نسمة)                                         | 57.31 مليون                    | 16.01 مليون               |
| الكثافة السكانية (ن./كم²)                                 | 60.5                           | 88.44                     |
| العاصمة                                                   | دودوما                         | بنوم بنه                  |
| اللغة الرسمية                                             | اللغة السواحلية، لغة إنجليزية  | اللغة الخميرية            |
| العملة                                                    | شيلينغ تانزاني                 | ريال كمبودي، دولار أمريكي |
| الناتج المحلي الإجمالي (بليون دولار)                      | 52.09 مليار                    | 22.16 مليار               |
| الناتج المحلي الإجمالي (تعادل القوة الشرائية) بليون دولار | 138.73 مليار                   | 54.37 مليار               |
| الناتج المحلي الإجمالي الاسمي للفرد دولار أمريكي          | 878                            | 1.16 ألف                  |
| الناتج المحلي الإجمالي للفرد دولار أمريكي                 | 2.54 ألف                       | 3.26 ألف                  |
| مؤشر التنمية البشرية                                      | 0.521                          | 0.555                     |
| رمز المكالمات الدولي                                      | +255                           | +855                      |
| رمز الإنترنت                                              | .tz                            | .kh                       |
| المنطقة الزمنية                                           | ت ع م+03:00، توقيت شرق أفريقيا | ت ع م+07:00               |

## منظمات دولية مشتركة
يشترك البلدان في عضوية مجموعة من المنظمات الدولية، منها:
| علم المنظمة | اسم المنظمة                                                | تاريخ انضمام تنزانيا | تاريخ انضمام كمبوديا |
| ----------- | ---------------------------------------------------------- | -------------------- | -------------------- |
|             | مؤسسة التنمية الدولية                                      | 6 نوفمبر 1962        | 22 يوليو 1970        |
|             | يونسكو                                                     | 6 مارس 1962          | 3 يوليو 1951         |
|             | وكالة ضمان الاستثمار متعدد الأطراف                         | 19 يونيو 1992        | 1 ديسمبر 1999        |
|             | الأمم المتحدة                                              | 14 ديسمبر 1961       | 14 ديسمبر 1955       |
|             | العملية المشتركة للاتحاد الأفريقي والأمم المتحدة في دارفور | ?                    | ?                    |
|             | الاتحاد البريدي العالمي                                    | ?                    | ?                    |
|             | البنك الدولي للإنشاء والتعمير                              | 10 سبتمبر 1962       | 22 يوليو 1970        |
|             | الاتحاد الدولي للاتصالات                                   | 31 أكتوبر 1962       | 10 أبريل 1952        |
|             | منظمة حظر الأسلحة الكيميائية                               | ?                    | ?                    |
|             | مؤسسة التمويل الدولية                                      | 10 سبتمبر 1962       | 26 مارس 1997         |
|             | المركز الدولي لتسوية المنازعات الاستشارية                  | 17 يونيو 1992        | 19 يناير 2005        |
|             | منظمة التجارة العالمية                                     | 1995                 | ?                    |
|             | منظمة الشرطة الجنائية الدولية                              | ?                    | ?                    |

## وصلات خارجية
- موقع وزارة الخارجية التنزانية
- موقع وزارة الخارجية الكمبودية